# 足守地区生活バス
足守地区生活バス（あしもりちくせいかつバス）は、岡山県岡山市北区足守地区で運行している会員制乗合タクシー。岡山済生会「憩いの丘」（特別養護老人ホーム）が運行する自家用自動車による過疎地有償運送である。
中鉄バスの山上・吉備高原ゾーンバスが2004年11月21日で廃止されたことを受け、岡山済生会「憩いの丘」（特別養護老人ホーム）が同年11月22日から運行を開始した。

## 概要
- 岡山済生会「憩いの丘」（特別養護老人ホーム）が運行している。
- 利用できるのは下記に該当する方に限られ、事前に岡山済生会「憩いの丘」へ会員登録が必要となる。
  - 岡山市北区足守地区の住民及びその親族
  - 岡山市北区足守地区にある施設の利用者
  - 岡山市北区足守地区で日常的に必要な用務を継続的に行う必要のある方
- 鉄道路線とは備中高松駅・足守駅（吉備線（桃太郎線））で接続している。なお、備中高松駅の最寄りバス停は「味彩館（Aコープたかまつ）」（徒歩3分）となる。
- 運賃は1回利用大人500円、子供200円均一。高齢者・障害者は障害者手帳（身体障害者手帳・療育手帳・精神障害者保健福祉手帳）等・「おかやま愛カード」（運転経歴証明書）の提示で200円均一となる。
- 1日3往復。土曜日・日曜日・祝日及び12月29日 - 1月3日は運休となる。
- 新田 - 憩いの丘間、新田 - 千升間はフリー乗降区間。

## 事業所（車庫）所在地
- 岡山済生会「憩いの丘」（特別養護老人ホーム）
  - 岡山県岡山市北区日近1807番地

## 路線
詳細な運行案内は、#外部リンクの足守地区生活バスを参照のこと。
（停留所名）は一部の便のみ停車。＜停留所名/停留所名＞はどちらかを経由。
吉備病院 - 大井川間は、吉備病院行きは降車のみ、吉備病院発は乗車のみの扱いとなる。
- 山上線
  - 吉備病院 - 味彩館（Aコープたかまつ） - 大井川 - 足守駅 - 新田 - ファミリーマート（岡山下足守店） - （足守プラザ） - 足守商工会 - 木村医院 - 日近 - （旧高田小学校 - 山上 - 小葉様集会所 - 皷神社下 - 当心口 - 矢金） - 憩いの丘
    - 月曜日・水曜日・金曜日のみ運行。

  - 吉備病院 - 味彩館（Aコープたかまつ） - 大井川 - 足守駅 - 新田 - ファミリーマート（岡山下足守店） - （足守プラザ） - 足守商工会 - 木村医院 - 日近 - （旧高田小学校 - 山上 - 小葉様集会所 - 奥坂（消防機庫） - 処分場入口 - 当心口 - 金谷公民館） - 憩いの丘
    - 火曜日・木曜日のみ運行。
- 千升線
  - 吉備病院 - 味彩館（Aコープたかまつ） - 大井川 - 足守駅 - 新田 - ファミリーマート（岡山下足守店） - （足守プラザ） - 足守商工会 - 木村医院 - 浮田 - 福谷 - 真星 - 千升
    - 月曜日・水曜日・金曜日のみ運行。

  - 吉備病院 - 味彩館（Aコープたかまつ） - 大井川 - 足守駅 - 新田 - ファミリーマート（岡山下足守店） - （足守プラザ） - 足守商工会 - 木村医院 - 福谷 - 庄田公会堂 - 福谷 - 間倉公会堂 - 千升
    - 火曜日・木曜日のみ運行。

## 車両
- 山上線はトヨタ・ハイエース（8人乗り）、千升線は日産・キャラバン（10人乗り）が使用される。
- 当初は小型バス（日野・リエッセ）が使用されていた。